# Hôtel Petot
L'hôtel Petot est un monument situé dans la commune française du Mans dans le département de la Sarthe et la région Pays de la Loire.

## Historique
Les façades et les toitures sont classées au titre des monuments historiques par arrêté du 16 mai 1947.